# Лиахвский заповедник
Лиа́хвский заповедник образован в 1977 году для сохранения высокогорных лесов. Располагается в верхней части бассейна реки Малая Лиахви в Цхинвальском районе Южной Осетии (край Шида-Картли в Грузии). Заповедник находится на высоте 1200—2300 метров над уровнем моря и занимает площадь 6084 га, в том числе лесная 5283 га. Охватывает ряд ущелий, в том числе Гнухское ущелье. С 2010 года также называется Юго-Осетинским государственным заповедником.

## Культура
- В 1957 году в Юго-Осетинской области снималась передача о крае, часть фильма снималась также в заповеднике.
- На территории заповедника происходила часть сюжета фильма «Олимпиус инферно».

## Почвы
Преобладают тёмно-бурые горно-лесные почвы, хвойные леса.

## Флора
Произрастают: каштан, дуб высокогорный, ильм горный, берест эллиптический, берёза Радде, самшит, тис,
крушина имеретинская, граб, кипарис, яблоневые долины.
пихтовые, удачно вписываются в лесные массивы ель, клён, ясень, каштан, берёза, ольха, осина.

## Фауна
Обитают: кавказский олень, косуля, ежи, бурый медведь, полевые мыши, рысь, лисы, волки, куница, кавказский тетерев, кавказский улар, горная куропатка и др.

## Нынешнее состояние
Из-за нестабильной ситуации на территории бывшей Юго-Осетинской автономной области заповедник долгое время находился без присмотра. Сейчас власти ЮО планируют воссоздать природоохранную зону и уточнить её границы. Были выделены средства на создание и реорганизацию первого (послевоенного) Лиахвского государственного заповедника республики. Заповедник начал функционировать ещё в 2009 году, но работники заповедника даже не получали заработной платы, и сегодня заповедник технически не оснащен.